# David Nedingam Naibei
David Nedingam Naibei – czadyjski pisarz młodego pokolenia, student prawa na Uniwersytecie Emi Koussi w Ndżamenie.
W 2016 zajął trzecie miejsce, w ufundowanej przez Stowarzyszenie Rozwoju Kultury – ADEC (Association pour le Développement Culturel), Nagrodzie Literackiej Josepha Brahima Seida. Konkursowa praca „Le fil sacré de l’amitié” (Święta nić przyjaźni) to historia młodych ludzi, których przyjaźń zostaje poddana próbie przez różnice klasowe. 
David Naïbei reprezentował Czad na One Young World Summit 2017 w Bogocie, corocznej konferencji skupiającej około stu stowarzyszeń krajowych, organizacji pozarządowych, uniwersytetów i młodych liderów z całego świata.